# Medio Adriatico

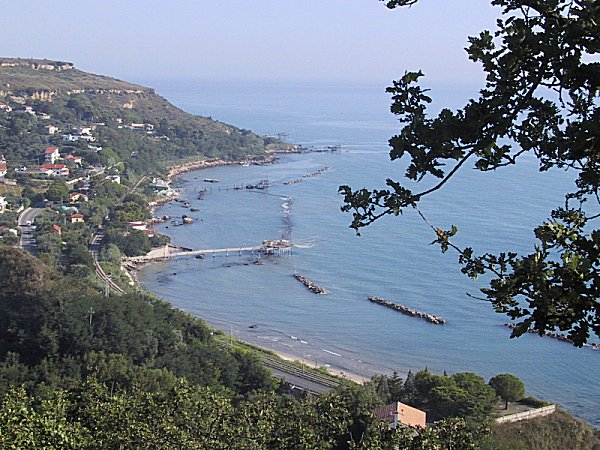
Costa dei Trabocchi

Con la locuzione Medio Adriatico (o Adriatico centrale) si identificano le zone costiere e il tratto di mare delle Marche, dell'Abruzzo e del Molise e le rispettive coste della Dalmazia che si affacciano sul mare Adriatico. Il parco naturale regionale del Monte San Bartolo in provincia di Pesaro e Urbino segna l'inizio del sistema adriatico centrale che si estende sino alla foce del torrente Saccione, tra le province di Campobasso e Foggia, dove inizia il promontorio del Gargano.

## Descrizione

### Provincie italiane interessate

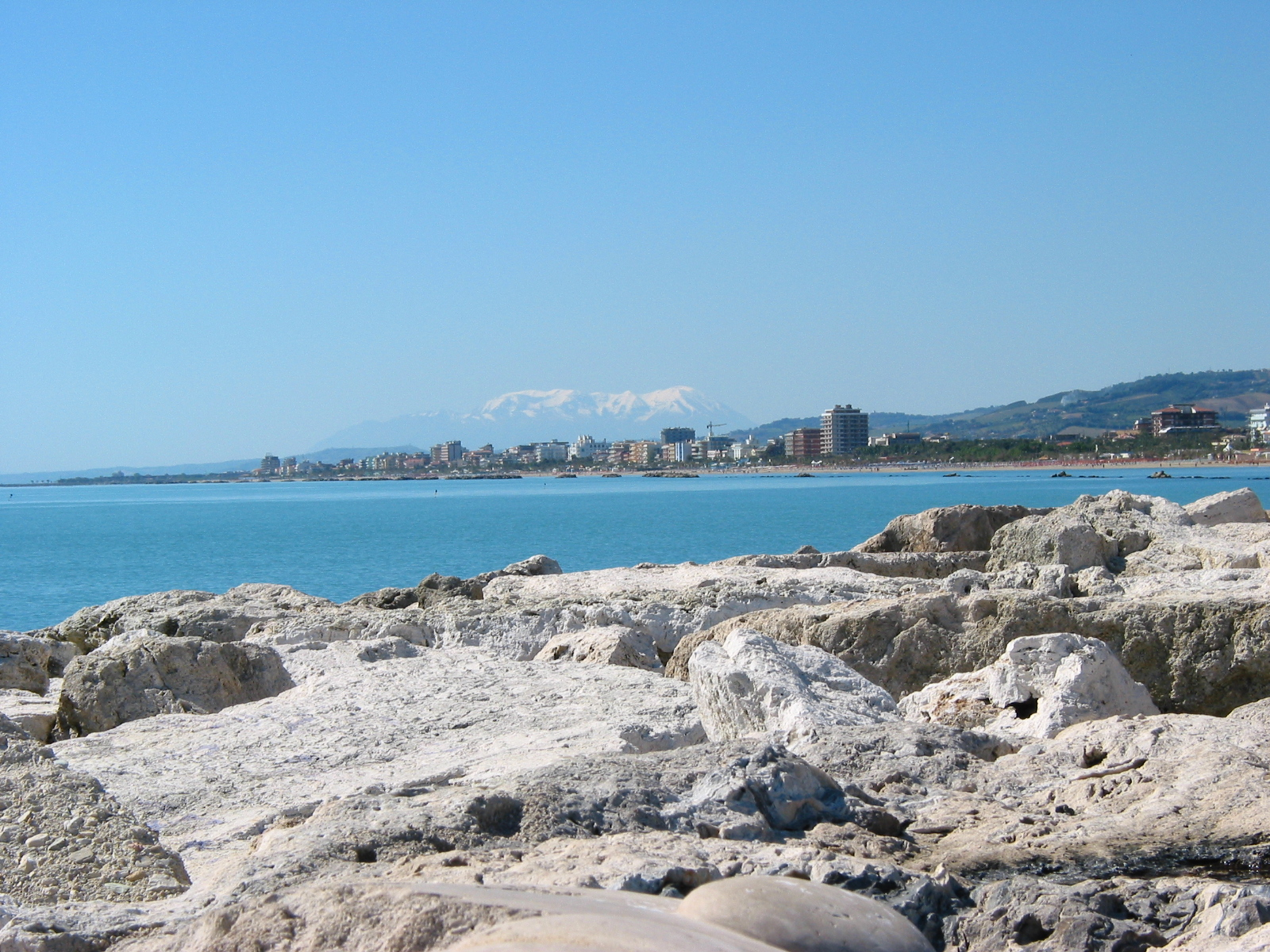
San Benedetto del Tronto

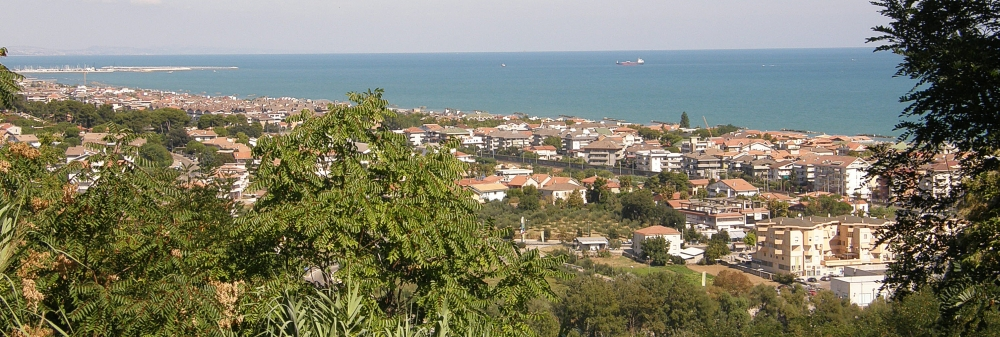
Francavilla al mare

Le province italiane che si affacciano sull'Adriatico centrale sono:
- Pesaro e Urbino
- Ancona
- Macerata
- Fermo
- Ascoli Piceno
- Teramo
- Pescara
- Chieti
- Campobasso

### Fiumi italiani
I principali fiumi sfocianti nel mare nel versante italiano sono:

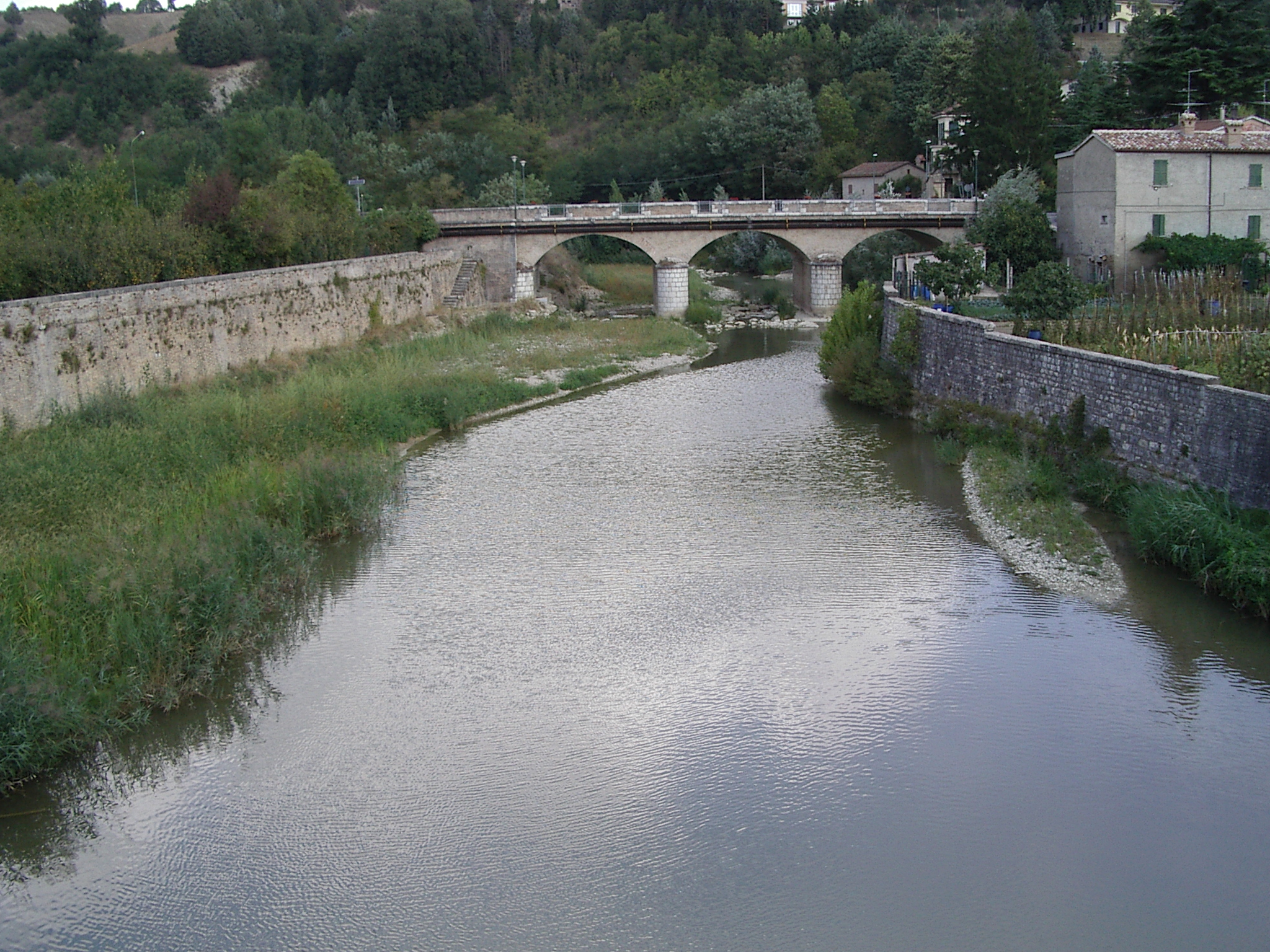
Metauro

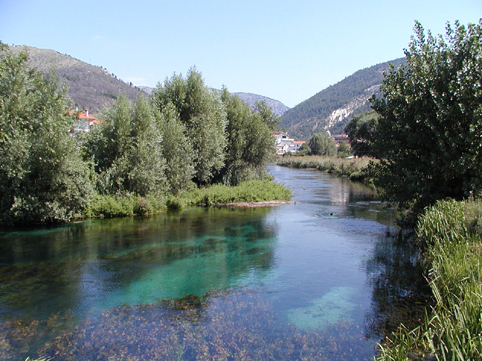
Pescara

- Foglia
- Metauro
- Cesano
- Esino
- Musone
- Potenza
- Chienti
- Ete Vivo
- Aso
- Tronto
- Vibrata
- Salinello
- Tordino
- Vomano
- Piomba
- Saline
- Pescara
- Alento
- Foro
- Feltrino
- Sangro
- Sinello
- Trigno
- Biferno